# Brachythecium noguchii
Brachythecium noguchii là một loài rêu trong họ Brachytheciaceae. Loài này được Takaki mô tả khoa học đầu tiên năm 1955.